# Nicolae Milescu
Nicolae Milescu (Vaslui, Moldàvia [actualment a Romania], 1636 - Moscou, 1708) va ser un escriptor, traductor, erudit, diplomàtic i viatger moldau.
Després d'estudiar a la universitat grega de patriarcat de Constantinoble, va tornar a Iaşi, Moldavia, el 1653, i va ser nomenat secretari del Príncep Gheorghe Ştefan. Amb l'esperança de ser nomenat príncep de Moldàvia, va intrigar contra el príncep Ilias Alexandru, que el 1668 li va castigar per tallar el nas. Tan desgraciat, Milescu va abandonar el seu país natal, per no tornar mai. Va tornar a Constantinoble, on el seu amic Dositheos, patriarca de Jerusalem, li va donar una carta al tsar Alexis (Aleksey Mikhaylovich). Va viatjar a Moscou, on va arribar el 1671 i va ser nomenat traductor a la "posolski prikaz" (oficina estrangera) com Nikolay Gavrilovich Spafari. Va guanyar la confiança de dos aristòcrates, que van tenir una gran influència amb el tsar i, en 1675, va ser enviat com a ambaixador a Pequín, un viatge difícil, amb moltes aventures va realitzar molts escrits descriptius de la Xina, els quals van fer ser designat com un veritable "Marco Polo Romania". No va tornar fins al gener de 1678. Mentrestant, Alexis havia estat succeït pel seu fill Fedor III i Spafari-Milescu va perdre la seva posició oficial. No va ser compensat per la seva missió a la Xina fins a 1693, sota Peter I.
Un home altament qualificat que podia escriure en grec, llatí, romanès i rus, Milescu va deixar molts manuscrits. Va realitzar la primera traducció de la Bíblia del grec al romanès; i la Bíblia impresa en 1688 pel príncep de Walachian Şerban Cantacuzino es va basar en la seva traducció.